# مسعر مسح تبايني

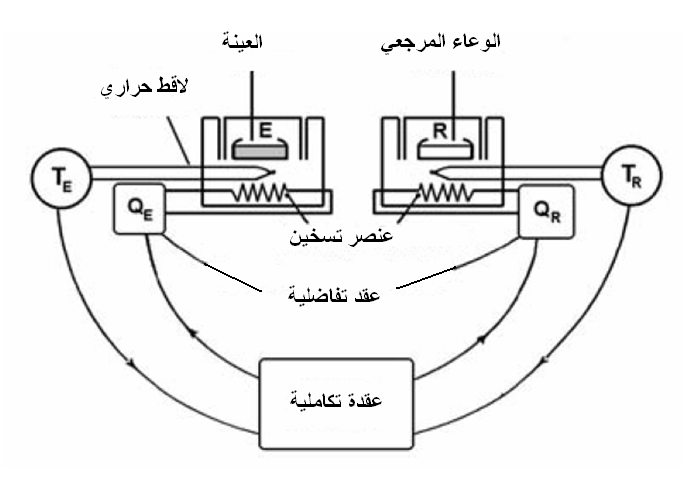
تفصيل لمسعر المسح التبايني

مسعر المسح التبايني (بالإنجليزية: Differential scanning calorimetry) هي تقنية معملية تستخدم لدراسة ما يحدث للبوليمير عند تسخينه. تفيد هذه الطريقة في دراسة التحولات الحرارية في البوليميرات، وهي التغيرات التي تطرأ على البوليمير عند تسخينه. ويعتبر ذوبان البوليمير المتبلور أو التحول الزجاجي أمثلة عن التحولات الحرارية المدروسة.

## وصف مبدأ التقنية
يتألف الجهاز من وعائين، أحدهما وعاء مخصص للعينة المختبرة والثاني يترك فارغًا وهو الوعاء المرجعي. يوضع الوعائين في فرن يسخن عادة بمعدل معين مثل 10 درجات في الدقيقة. يحتوي كل وعاء على لاقط حراري موصول إلى حاسب آلي يسجل التغير في درجات الحرارة اللازمة لوصول العينة لنفس درجة حرارة العينة المرجعية. وينشأ هذا الفرق في درجات الحرارة لأن أحد الوعائين يحتوي على البوليمير في حين أن الوعاء الآخر فارغ. فوجود هذه المادة (البوليمير) الإضافية وعطالتها الحرارية (كلما كانت المادة أكبر، احتجنا لزمن أكبر لتسخينها) أحدث هذا الفرق في درجة الحرارة بين الوعائين. وتسجل درجات الحرارة وترسم بيانيًا، ومن الرسوم البيانية يمكن معرفة درجة الانصهار، ودرجة حرارة التغير في لحالة، ودرجة حرارة التفاعل الكيميائي، ودرجة حرارة التحول الزجاجي للبوليمير بالإضافة إلى درجة حرارة التبلور. ويمكن أيضا معرفة نسبة التبلور في المادة من معرفة إنثالبي الانصهار. يحسب الحاسب الآلي الفرق في درجة الحرارة بين العينة والوعاء المرجعي ويحولها إلى تدفق حراري.

## شرح المنحني الناتج عن جهاز المسح الحراري التفاضلي

### السعة الحرارية

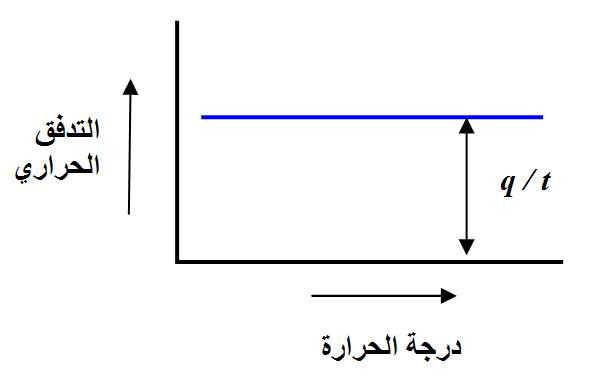
العلاقة بين التدفق الحراري ودرجة الحرارة

عندما نبدأ بتسخين الوعائين يبدأ الحاسب برسم الفرق بين طاقتيهما الحرارية كتابع لدرجة الحرارة. وبكلام أخر، نحن نرسم الحرارة التي يمتصها البوليمير كتابع لدرجة الحرارة. ويبدو المنحني كما هو موضح في الشكل الجانبي.
إن التدفق الحراري عند درجة حرارة معينة مليء بالمعلومات وهو يعطى بواحدة الحرارة (q) في واحدة الزمن (t). سرعة التسخين هي تزايد (T) لدرجة الحرارة بواحدة الزمن (t).
{\displaystyle {\frac {heat}{time}}=HeatFlux}
{\displaystyle {\frac {TepmeratureIncreasing}{time}}={\frac {\delta T}{t}}=HeatingRate}
نقسم الآن التدفق الحراري (q/t) على معدل التسخين (T/t) فنحصل على الحرارة الإضافية المقدمة مقسومة على تزايد درجة الحرارة.
{\displaystyle {\frac {\frac {q}{t}}{\frac {\delta T}{t}}}={\frac {q}{\delta T}}=HeatCapacity}
عندما نقدم كمية معينة من الحرارة إلى عنصر ما ستزداد درجة حرارة العنصر بمقدار معين. وهذه الكمية من الحرارة المستخدمة للحصول على هذا الارتفاع في درجة الحرارة تسمى السعة الحرارية أو Cp. نحصل على السعة الحرارية بتقسيم الحرارة المقدمة على تزايد درجة الحرارة الناتج. وهذا ببساطة ما فعلناه في المعادلة أعلاه. وجدنا السعة الحرارية من منحني مسعر المسح التبايني.

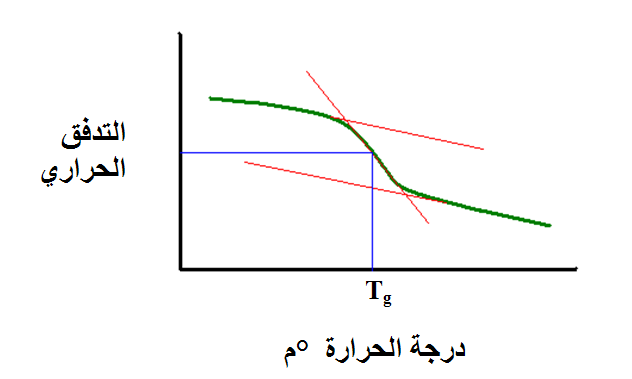
طريقة المماسات في الحصول على درجة التحول الزجاجي من منحني مسعر المسح التبايني

### درجة حرارة التحول الزجاجي
عندما نسخن البوليمير قليلا بعد درجة حرارة معينة نلاحظ ميل المنحني فجأة نحو الأسفل كما هو موضح في الشكل الجانبي. وهذا يعني أن التدفق الحراري يزداد والسعة الحرارية للبوليمير تزداد. وهذا يحدث لأن البوليمير يمر بطور التحول الزجاجي. وتكون السعة الحرارية للبوليمير أكبر عندما يسخن فوق درجة حرارة التحول الزجاجي. وبفضل هذا التغير في السعة الحرارية، نستطيع استخدام مسعر المسح التبايني لقياس درجة حرارة التحول الزجاجي لبوليمير ما. كما نلاحظ أن هذا التحول لا يحدث مباشرة وإنما يحدث عند عتبة من درجات الحرارة وهذا يجعل تحديد درجة حرارة التحول الزجاجي Tg صعبًا نوعًا ما. تستخدم طريقة معروفة لتحديد Tg تدعى طريقة المماسات وهي موضحة في الشكل الجانبي.

### التبلور
بتسخين البوليمير فوق درجة حرارة التحول الزجاجي تكون جزيئات البوليمير كثيرة الحركة فهي تهتز وتدور حول نفسها ولا تبقى في مكان ما لفترة طويلة. عندما تصل المبلمرات إلى درجة حرارة محددة فإنها تكتسب طاقة كافية لأن تدخل في بنية أكثر ترتيبًا تسمى البلورات. عندما تتحول المبلمرات إلى هذه البلورات المنتظمة فإنها تطلق طاقة حرارية يمكن أن تقيسها المزدوجة الحرارية في وعاء العينة. هذا التزايد في التدفق الحراري يلاحظ بشدة على منحني التدفق الحراري كتابع لدرجة الحرارة. إن درجة الحرارة في أعلى نقطة من هذا التزايد تسمى درجة حرارة تبلور البوليمير TC. يمكننا أيضا أن نقيس مقدار هذا التزايد بقياس مساحة هذا التزايد وهو عبارة عن الحرارة الكامنة لتبلور البوليمير. ولا ننسى أن هذا التزايد يخبرنا بأن البوليمير يمكن أن يتبلور. فإذا حللت بوليمير 100% غير بلوري مثل بوليستيرين لا ترتيبي (أتاكتيك)، فإنك لن تحصل على تزايد في المنحني لأن هذه المواد لا تتبلور. ولما كان البوليمير يطلق طاقة حرارية عندما يتبلور فإننا نسمي التبلور بالتفاعل الناشر للحرارة.

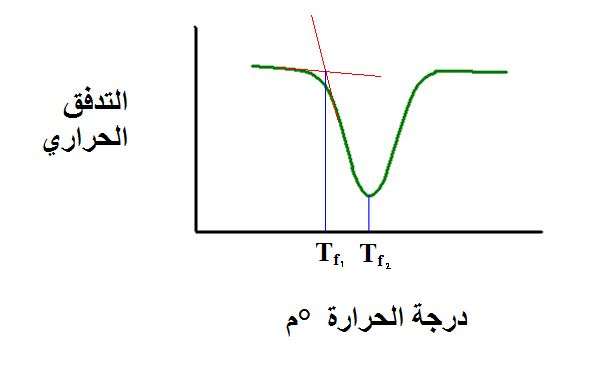
هناك طريقتان لتحديد درجة حرارة الانصهار، الأولى تعتمد طريقة المماسات عند أول تغير لميل المنحني، والثانية هي درجة الحرارة عند قمة التزايد

### الانصهار
إن الحرارة تسمح للبلورات بأن تشكل البوليمير ولكن الحرارة الزائدة تؤدي إلى تفككه. إذا استمريّنا بتسخين البوليمير بعد درجة حرارة التبلور Tc فقد نصل إلى تحول حراري آخر يسمى الانصهار. عندما نصل إلى درجة حرارة انصهار البوليمير Tf تبدأ بلورات البوليمير بالانهيار وبالواقع هي تنصهر وتخرج السلسة الأساسية عن وضعها المرتب وتبدأ بالحركة بحرية وهذا يكون واضحا على المنحني الذي يولده مسعر المسح التبايني. عندما يصل البوليمير إلى درجة حرارة Tf يكون هناك وقتا كبيرًا ليأخذ الحرارة التي أطلقها عندما تبلور، حيث يوجد حرارة كامنة للانصهار كما يوجد حرارة كامنة للتبلور. وعندما تنصهر بلورات البوليمير، فإنها تحتاج إلى امتصاص بعض الطاقة الحرارية. إن الانصهار هو تحول من الدرجة الأولى وهذا يعني أنه عندما نصل إلى درجة حرارة الانصهار فإن درجة حرارة البوليمير لن ترتفع حتى انصهار جميع بلورات البوليمير. وهذا الامتصاص للطاقة الحرارية أثناء الانصهار يسبب انخفاض درجة الحرارة في المزدوجة الحرارية في الوعاء الحاوي على عينة البوليمير ويظهر هذا واضحًا حيث يتشكل تقعر كبير في المنحني الذي يولده مسعر المسح التبايني. وهكذا يمكن قياس الحرارة الكامنة للانصهار بقياس مساحة هذا التقعر. إن درجة الحرارة الأكثر انخفاضا في هذا التقعر تسمى درجة حرارة الانصهار للبوليمير Tf. وبما أننا يجب أن نقدم للبوليمير طاقة لكي ينصهر، فإننا نسمي الانصهار بتحول ماص للحرارة.

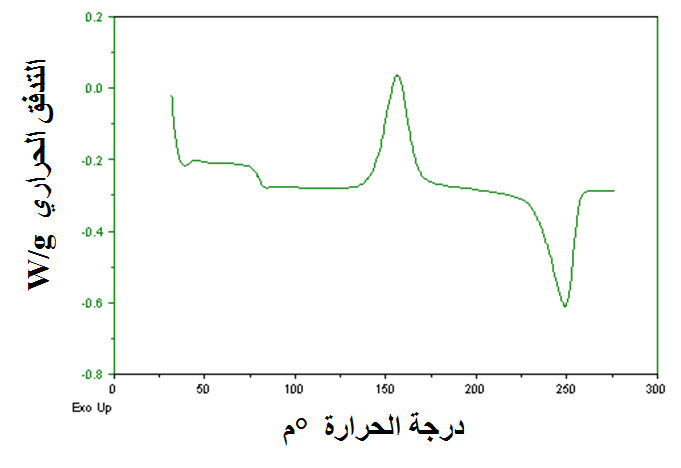
المنحني الناتج عن مسعر المسح التبايني

يبدو منحني مسعر المسح التبايني مشابها عموما لما في الشكل الجانبي. هذا المنحني هو رسم للتدفق الحراري لغرام من المادة كتابع لدرجة الحرارة. والتدفق الحراري هو التدفق المنطلق في الثانية، إذن تعطى مساحة التقعر كما يلي:
أي نسبة مئوية من التبلور:
يمكن تحديد نسبة التبلور لمبلمر ما باستخدام المسعر. فإذا عرفنا الحرارة الكامنة للانصهار ΔHm يمكننا أن نعرف نسبة التبلور وهي المساحة الواقعة فوق التقعر الحاصل عند الانصهار.
{\displaystyle Area={\frac {Heat*Teperature}{time*mass}}={\frac {Joule*Kelvin}{second*gramme}}={\frac {J.K}{s.g}}}
نقسم المساحة على سرعة تسخين المسعر ذات الوحدة K/s:
{\displaystyle {\frac {Area}{HeatingRate}}={\frac {\frac {J.K}{s.g}}{\frac {K}{s}}}={\frac {J}{g}}}
ويمكن أن نحصل على الحرارة الناتجة أثناء انصهار البوليمير وذلك بضرب العلاقة السابقة بالكتلة المعروفة للعينة، فتصبح:
{\displaystyle {\frac {J}{g}}.g=J}

## نمط العينات المستخدمة

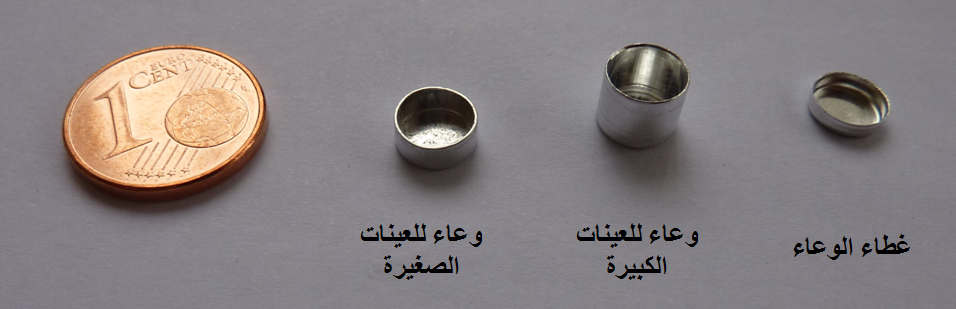
صورة توضح أبعاد الأوعية المختلفة المستخدمة في مسعر المسح التبايني

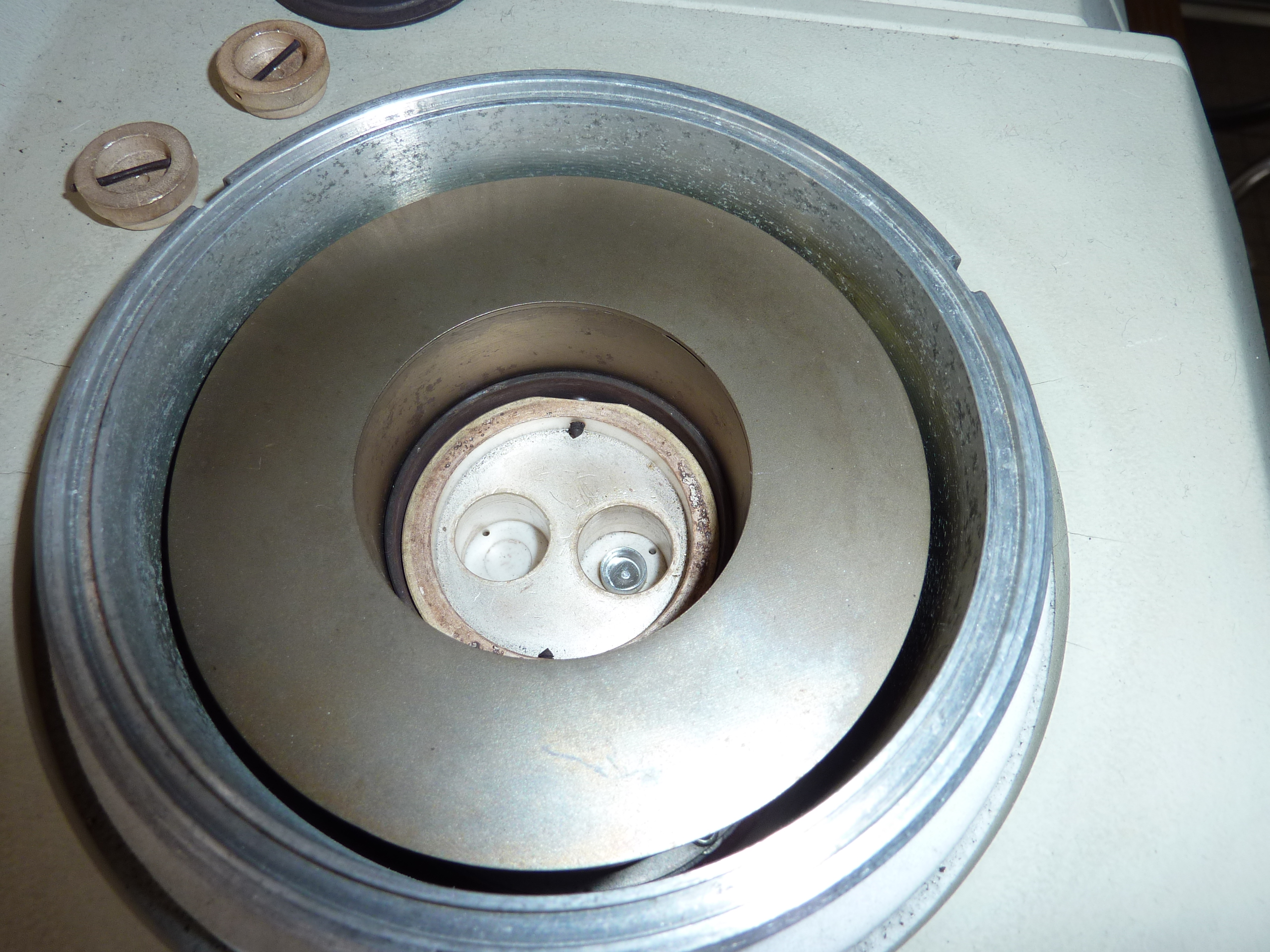
صورة لداخل المسعر توضح مكان وضع الأوعية

- توضع العينة في وعاء ذي نصف قطر 3 مم. وتكون إما مغلقة بإحكام أو بدون غطاء. ويجب الحرص على توفير أكبر قدر ممكن من التلامس بين العينة والوعاء وهذا يفرض بعض الشروط على شكل العينة.
- يجب أن تكون العينات بكتلة تتراوح بي 10 و 20 ملغ، وأن تكون بشكل فيلم أو مسحوق أو ألياف أو مواد مؤلفة.

## ماذا يمكن أن يعطينا المسعر
- تحديد درجات حرارة كل من التحول الزجاجي والانصهار والتبلور.
- تحديد درجة حرارة تفكك المادة.
- تحديد نقاوة المركبات الصيدلية والعضوية.
- تحديد السعة الحرارية النوعية لمادة ما.
- تحديد فعالية المحفزات.
- التحكم بعملية البلمرة.